# Свети Мина и Света Неделя (Сяр)
„Свети Мина и Света Неделя“ (на гръцки: Ιερό Παρεκκλήσιο Ἁγίων Μηνᾶ καί Κυριακῆς) е православна църква в източномакедонския град Сяр (Серес), Егейска Македония, Гърция, част от Сярската и Нигритска епархия на Вселенската патриаршия.

## История
Храмът е разположен на улиците „Евталия Адам“ и „Акрополис“, в енория „Свети Антоний“ в северната част на града. Изграден е върху средновековна църква, посветена на Света Неделя. Издигнат е в 1837 година според запазената каменна плоча. След 50 години е обновен. Изгаря по време на Междусъюзническата война през юни 1913 година. Възобновяването му след войните започва в 1939 година благодарение на ктиторката Евгения Валала, като храмът вече е посветен и на Свети Мина. Осветен е в 1985 година от митрополит Максим Серски. В 2007 година е обновен и изписан от зографа Николаос Голас.
Две икони - „Свети Власий“ (1850) и „Рождество Христово“ (1852) са дело на зографа Яков Мелникли.